# Huasaga
Huasaga, también conocida como Cab. en Wampuik, es una parroquia rural ubicada en el cantón Taisha de la provincia de Morona Santiago, en la región amazónica de Ecuador. La parroquia se oficializó el 20 de febrero de 1989 y cuenta con una extensión territorial de 124 574.89 hectáreas. La población de la parroquia se estima en alrededor de 2 000 habitantes, según datos del Instituto Nacional de Estadística y Censos (INEC) de Ecuador.

## Geografía y clima
Huasaga se encuentra a una altitud de 450 metros sobre el nivel del mar y su clima es tropical húmedo con lluvias durante todo el año. La parroquia está rodeada por los ríos Huasaga, Pastaza y Morona, que son importantes fuentes de agua y vida para la región. 

## Historia
La comunidad Wampuik, conocida actualmente como la cabecera parroquial de Huasaga, fue fundada en el año 1969 por un grupo de personas lideradas por Vicente Senkuan, Taki Senkuan, Kayap Shimpiu, Saap Shimpiu, Tarir Tiriats, y Chayat Jirnant. Estos habitantes de la región residían en la orilla del río Wampuik y, con la llegada del misionero Luis Bolla, comenzaron a participar activamente en el proceso de creación de la parroquia Huasaga. 
La comunidad y otros habitantes de la zona se involucraron en la creación de la parroquia, que finalmente se oficializó como una de las cinco parroquias del cantón Taisha el 20 de febrero de 1989. Es por esta razón por lo que la comunidad Wampuik ha sido considerada como la cabecera parroquial de Huasaga.

## Economía
La economía de Huasaga se basa principalmente en la agricultura, la pesca y la artesanía. La parroquia cuenta con una amplia variedad de productos agrícolas, como plátanos, yuca, papayas, naranjas y piñas. La pesca es otra actividad importante en la zona, pues los ríos locales son ricos en diversas especies de peces. Las comunidades achuar elaboran artesanías tradicionales que se comercializan en la región, aportando ingresos y preservando su cultura ancestral.
La biodiversidad y la cultura indígena podrían permitir el desarrollo de un turismo ecológico y comunitario. Algunos estudios recomiendan aprovechar este potencial para permitir un desarrollo local sostenible.

## Cultura y turismo

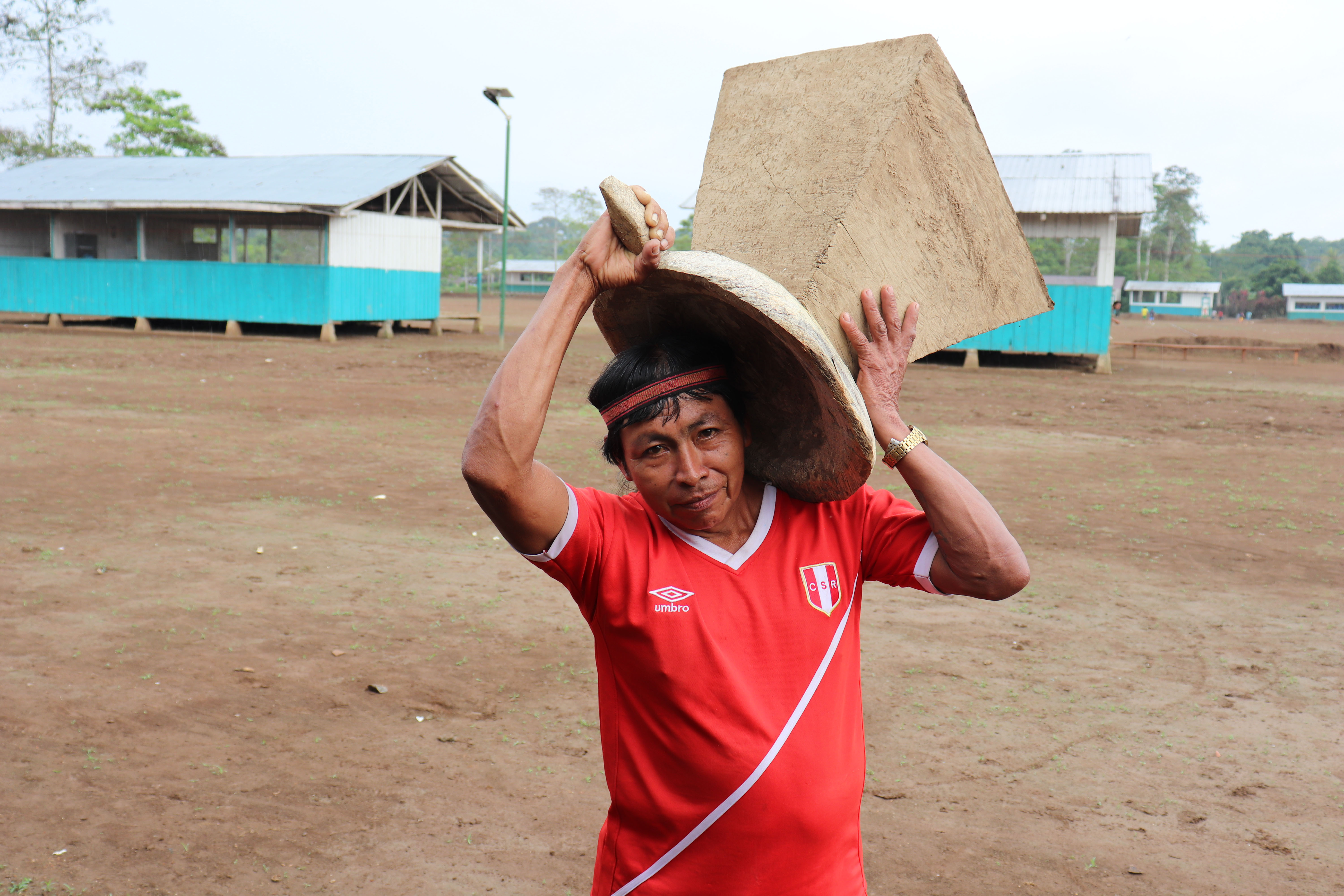
Artesano achuar

Huasaga es conocida por su rica biodiversidad y por ser parte de la región amazónica de Ecuador, caracterizada por su exuberante vegetación y fauna silvestre. Además, esta parroquia está habitada por diversas etnias achuar, que mantienen sus tradiciones y costumbres ancestrales. Los turistas pueden visitar la zona para explorar la naturaleza y la cultura local, disfrutar de la pesca y otras actividades al aire libre, y adquirir artesanías y productos locales en los mercados y tiendas de la zona.